# Ready Player One (film)
A Ready Player One 2018-ban bemutatott sci-fi kalandfilm, amely az azonos című könyv alapján készült Steven Spielberg rendezésében. A főszerepben Tye Sheridan, Olivia Cooke és Ben Mendelsohn látható.
A film egy disztópikus jövőben játszódik 2045-ben, ahol már mindennapos a virtuális valóság használata, sőt szinte az az egyedüli szórakozási és kitörési lehetőség a fiataloknak. A mű számos popkulturális utalást tartalmaz korábbi sci-fi művekre, így láthatjuk benne a Vissza a jövőbe filmtrilógia időgépét, vagy a Szuper haver robotját is.

## Cselekmény
Az Oasis a legnagyobb virtuális tér, melyet az emberek nap mint nap használnak. Miután az alapítója meghal, különös végrendeletet hagy az utókor számára: a játékon belül elrejtett három kulcsot, mellyel meg lehet szerezni egy ún. „húsvéti tojás”-t. Aki mindhárom kulcsot és a tojást megszerzi, azé lesz a játékot birtokló cég vezetése.
Mivel a fődíj rendkívül értékes, az egyik konkurens cég is szeretné megkaparintani. Ők nem a tudásukat, hanem szinte végtelen erőforrásaikat vetik be.
Már öt év telt el, de még egyetlen kulcsot sem sikerült meglelni, csak az első pályát, mely egy autóverseny New Yorkban. A verseny nehéz, rengeteg akadály nehezíti a versenyzők életét, az autósokra hatalmas bontógolyók, dinoszaurusz, óriási gorilla is rátámad, az úton végigmenni lehetetlen. Egy fiatal és szegény játékos (akinek avatárja Parzival) azonban talál egy rejtett föld alatti utat és sértetlenül célba ér. A verseny kulcsát továbbadja barátainak, így öt embernek sikerül célba érnie.
A második kulcs a Ragyogás című film hotelében lett elrejtve, a harmadik pedig az Adventure ATARI videójátékban.

## Szereplők
- Tye Sheridan – Wade Watts / Parzival[5] (Magyar hangja: Baráth István)
- Olivia Cooke – Samantha Cooke / Art3mis[6] (Magyar hangja: Törőcsik Franciska)
- Ben Mendelsohn – Nolan Sorrento / IOI-655321[7] (Magyar hangja: Makranczi Zalán)
- Lena Waithe – Helen Harris / Aech[8] (Magyar hangja: Szilágyi Csenge)
- T. J. Miller – i-R0k[9] (Magyar hangja: Kolovratnik Krisztián)
- Simon Pegg – Ogden Morrow / A kurátor[10] (Magyar hangja: Csankó Zoltán)
- Mark Rylance – James Halliday / Anorak a mindentudó[11] (Magyar hangja: Fazekas István)
- Philip Zhao – Zhou / Sho[12] (Magyar hangja: ??? (Zhou); Berkes Bence (Sho) )
- Win Morisaki – Toshiro / Daito[13] (Magyar hangja: Fehér Tibor)
- Hannah John-Kamen – F'Nale Zandor[14]
- Susan Lynch – Alice[15]
- Ralph Ineson – Rick[16]
- Perdita Weeks – Karen "Kira" Underwood[17]

## Nyilatkozatok
- Steven Spielberg: A megfelelő szereposztás összerakása intuíción és ösztönösségen múlik. Nem hiszek abban, hogy előre ki tudnám gondolni a legjobb szereposztást, csak a meghallgatáson jövök rá, ki a legalkalmasabb színész. Ha valakit nagyszerűnek tartok a szerepre, legyen akár teljesen más típus, mint amilyennek a karaktert megírták, de úgy vélem, hogy abból a szerepből valami többet, jobbat ki tud hozni, mint ami a forgatókönyvben szerepel, akkor annak a színésznek helye van a filmemben. Nagyszerű volt olyan fiatalokkal dolgozni, akik még nem sok filmben szerepeltek. Pár filmen már túl vannak, de nincs évtizedes karrierjük, így a szereplőválogatás nagyon szórakoztató volt.
- Philip Zhao: Online láttam egy felhívást nyílt szereplőválogatásra. Én meg kipróbáltam magam, leginkább brahiból.
- Olivia Cooke: Nem kaptam forgatókönyvet, mert nagyon vigyáztak, hogy ki ne szivárogjon. Elolvastam egy rövid leírást, hogy miről szól, aztán meg láttam, hogy Spielberg rendezi és úgy éreztem, életem meghallgatásán vagyok túl. De nem akartam előre inni a medve bőrére.
- Lena Waithe: Felhívtak, hogy menjek be, mire felröhögtem. Ezt gondoltam: Tényleg Spielberg filmre hívtak? Ez komoly?